# 井上元義
井上 元義（いのうえ もとよし）は、戦国時代から安土桃山時代にかけての武将。毛利氏の家臣で、安芸井上氏当主。父は井上元光。母は毛利弘元の三女で、毛利元就の異母妹にあたる相合大方。

## 生涯
毛利氏家臣である井上元在（後の井上元光）の子として生まれる。母は毛利弘元の三女で、毛利元就の異母妹にあたる相合大方。
大永7年（1527年）1月8日に毛利元就の加冠を受けて元服する。
天文9年（1540年）6月16日夜、安芸国豊田郡造賀における平賀興貞との合戦で武功を挙げ、7月20日に元就と隆元による連署の感状を与えられた。また、同年8月から天文10年（1541年）1月にかけての吉田郡山城の戦いでは元就に従って戦い、同年9月22日の安芸国高田郡猿掛における合戦では尼子方の山中佐渡守を討ち取って、9月28日に元就から感状を与えられている。
天文11年（1542年）から始まる第一次月山富田城の戦いでは元就に従って出雲国へ出陣。天文12年（1543年）5月7日、出雲から撤退する際に井上元有と共に尼子軍へ反撃を行い、5月12日に元就と隆元連署の感状を与えられた。
天文19年（1550年）7月13日、伯父の井上元兼をはじめとした安芸井上氏の一族30余名が、毛利元就の命で誅殺されたが、父・元光は元就の妹婿であったこともあって粛清を免れ、同年8月1日に安芸井上氏の本家を相続した。
永禄10年（1567年）2月18日に父の井上元光が死去し、その後を継いだ。
天正12年（1584年）の伊予国における合戦で中良左衛門三郎が敵数人を討ち取る武功をあげたため、同年6月21日に輝元から、中良左衛門三郎の忠誠を賞するよう命じられる。この時、元義は伊予に出陣しておらず、嫡男の元重が代理として出陣していた。
慶長5年（1600年）、関ヶ原の戦いの際には徳川家康の命を受けた大久保長安から味方になるよう誘われたが、家康の書状と大久保長安の添状を輝元に見せた上で破り捨て、異心なきことを示した。これを受けて、同年10月11日に毛利秀元は元義・元重父子の忠誠に感謝する書状を送っている。
元和4年（1618年）10月8日に死去。享年73。